# Ludwig von Strantz
Ludwig Heinrich Leopold von Strantz (* 29. Februar 1780 in Pyritz; † 22. Oktober 1856 in Berlin) war ein preußischer Generalleutnant.

## Leben

### Herkunft
Ludwig von Strantz gehörte der brandenburgischen uradligen Familie Strantz an, die ursprünglich aus Thüringen stammte und im 14. Jahrhundert sich mit einem Zweig in Brandenburg niederließ. Seine Eltern waren der 1793 im Ersten Koalitionskrieg gegen das revolutionäre Frankreich gefallene preußische Major Friedrich Ferdinand von Strantz (1741–1793), Ritter des Ordens Pour le Mérite, und dessen Ehefrau Louise Marianne, geborene von der Lahr (1737–1807). Sein Bruder Karl Friedrich Ferdinand Heinrich (1774–1852) war Oberstleutnant sowie Schriftsteller und sein Bruder Gustav Adolf (1784–1865) wurde Generalleutnant.

### Militärlaufbahn
Strantz wurde am 31. März 1792 als Gefreiterkorporal im Infanterieregiment „von Crousaz“ der Preußischen Armee angestellt. Er nahm im Ersten Koalitionskrieg gegen das revolutionäre Frankreich 1792/95 an den Belagerungen von Verdun und Mainz, der Schlacht bei Kaiserslautern, sowie den Gefechten bei La Lune, Hochheim, Kostheim, Blieskastel, Ensheim und Blickweiler teil. Zwischenzeitlich hatte man Strantz am 14. November 1793 zum Sekondeleutnant befördert. Nach Beendigung des Feldzuges kehrte Strantz in seine Garnison nach Posen zurück, wo er am 27. Dezember 1803 Premierleutnant wurde.
Auch im Vierten Koalitionskrieg 1806 kämpfte Strantz bei Jena wieder gegen die Franzosen. Nach dem Gefecht bei Halle und der Niederlage Preußens wurde er inaktiv gestellt. Ende Mai 1809 als Stabskapitän von der Armee wieder angestellt, wurde Strantz am 15. März 1810 zum Adjutanten von Gustav Kalixt von Biron ernannt und stieg Anfang September 1811 zum Rittmeister auf. In dieser Stellung nahm er während der Befreiungskriege 1813/14 gegen Napoleon an den Schlachten bei Großgörschen, Bautzen, Dresden, Kulm, Leipzig, La Rothière, Laon und Paris teil. Seine Leistungen wurden dabei durch die Verleihung beider Klassen des Eisernen Kreuzes, des Russischen Ordens der Heiligen Anna II. Klasse sowie des Ordens des Heiligen Georg IV. Klasse gewürdigt.
Als Major kam Strantz Ende Mai 1814 in den Stab des russischen Generalfeldmarschalls Michael Andreas Barclay de Tolly und nahm an einem Besuch in England teil. Nach seiner Beförderung zum Oberstleutnant im Oktober 1815 wurde er Anfang September 1816 Adjutant des Fürsten Gebhard Leberecht von Blücher. In dieser Stellung verblieb Strantz bis zu dessen Tod. Nach dem Ableben des Generalfeldmarschalls verlieh ihm König Friedrich Wilhelm III. in Anerkennung den Johanniterorden. Wenige Monate später wurde Strantz zum zweiten Kommandanten von Breslau ernannt. Der Stadt blieb er bis zu seinem Tod verbunden. Am 21. Mai 1826 wurde er zum Kommandanten von Breslau ernannt und die Stadt ehrte ihn am 30. April 1833 durch die Verleihung der Ehrenbürgerwürde. König Friedrich Wilhelm IV. zeichnete Strantz am 27. September 1841 mit dem Stern zum Roten Adlerorden II. Klasse mit Eichenlaub aus. Am 24. März 1842 trat er als Generalleutnant mit einer jährlichen Pension von 1750 Talern in den Ruhestand.
Nach seinem Abschied zog Strantz nach Berlin, wo er am 22. Oktober 1856 verstarb.

### Familie
Stranz war dreimal verheiratet. In erster Ehe hatte er am 6. Oktober 1817 in Hermannsdorf Lucie Gräfin von Maltzahn aus dem Hause Militsch, geschiedene Gräfin von Haugwitz (1796–1834) geheiratet. Das Paar hatte mehrere Kinder:
- Louis (1818–1873), preußischer Hauptmann a. D. ⚭ 1859 Adelheid Bochdem (* 1832)
- Mortimer (1819–1876), preußischer Sekondeleutnant im 2. Garde-Regiment zu Fuß, amerikanischer Hauptmann a. D. ⚭ 1856 Hedwig Gräfin von Hacke (* 1834)
- Lucie (* 1820; † als Kind)
- Ferdinand (1821–1909), preußischer Sekondeleutnant a. D., Direktor der Königlichen Hofoper in Berlin
- Fanny (1822–1829)
- Gustav (1823–1908), preußischer Generalmajor ⚭ 1853 Anna Seeliger (1832–1898)
- Karl (1831–1833)
- Friedrich (1832–1909), preußischer Generalleutnant ⚭ 27. September 1858 Klementine Gräfin von Reichenbach-Goschütz (* 1838)
- Georg (1834–1887), preußischer Oberst ⚭ 1862 Helene Eckhard (1842–1924)

Nach dem Tod seiner ersten Frau heiratete Strantz am 7. August 1839 in Breslau Johanna Dorothea Lier, verwitwete von Schöning (* 1793). Von ihr ließ er sich am 24. März 1841 scheiden und heiratete am 31. Oktober 1841 in Breslau Emma von Rekowski (1818–1887). Aus der Ehe die Tochter Emma (* 1846) hervor.